# Santas Martas
Santas Martas è un comune spagnolo di 961 abitanti situato nella comunità autonoma di Castiglia e León.